# Gimmersta
Gimmersta is een plaats in de gemeente Tyresö in het landschap Södermanland en de provincie Stockholms län in Zweden. De plaats heeft 305 inwoners (2005) en een oppervlakte van 32 hectare.